# 汪德和
汪德和（1950年1月18日—），男，江西鄱阳人，中华人民共和国政治人物，中国共产党党员。浙江大学毕业，在职研究生学历。

## 生平
历任中共江西省广丰县委副书记、县长，上饶市副市长，宜春市委副书记、常务副市长，新余市委副书记、代市长、市长、市委书记、市人大常委会主任等职。2010年2月任江西省人民政府决策咨询委员会主任。